# Södermalmsskolan
Södermalmsskolan är en skola i kvarteret Rosendal vid Timmermansgatan 21 på Södermalm i Stockholm. 

## Historia

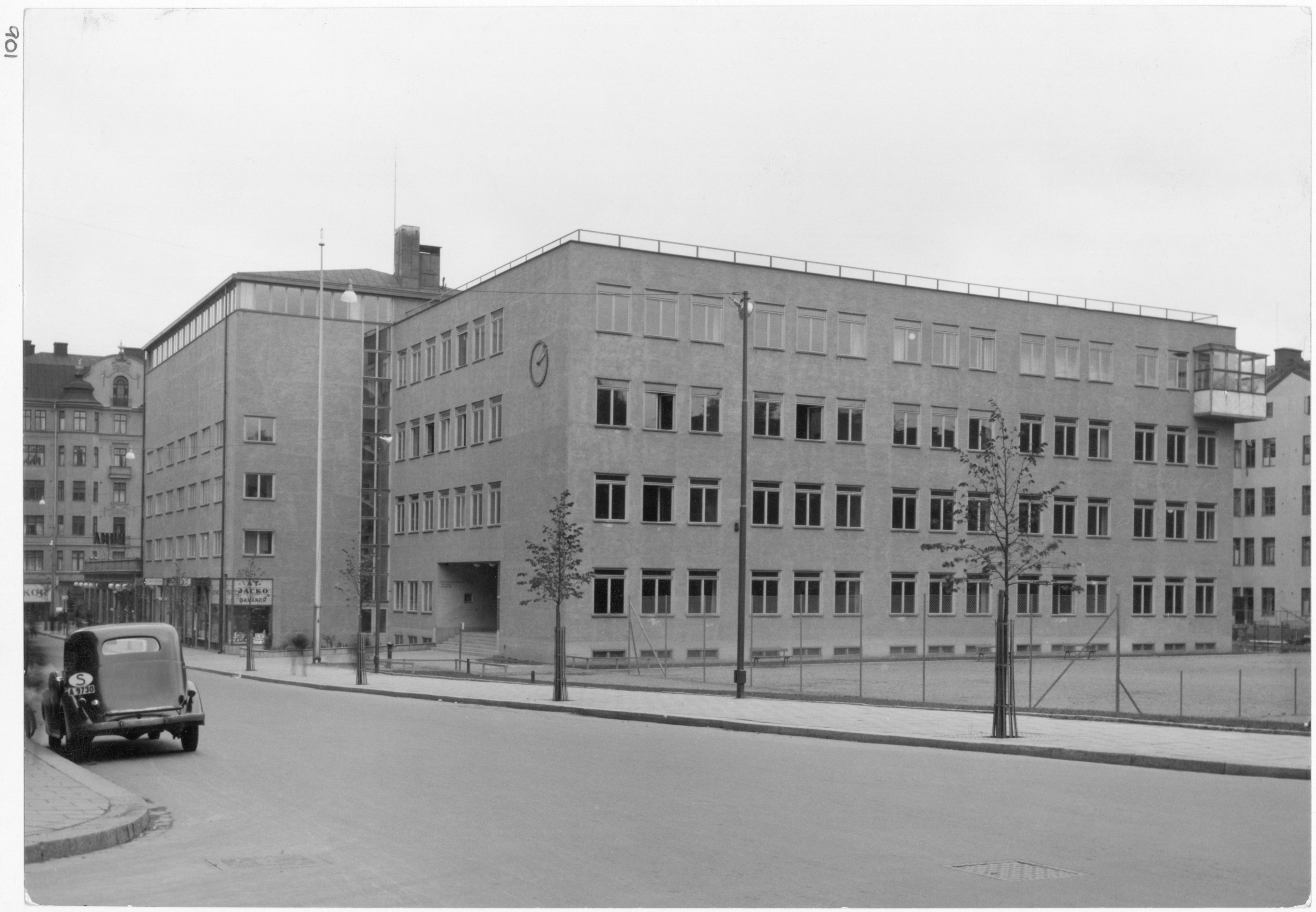
Flickskolan 1936

Södermalmsskolan grundades som Högre läroanstalt för flickor på Södermalm år 1881, från 1939 var namnet Södermalms kommunala flickskola. Studentexamen gavs från 1906 till 1942.
Föreståndare var 1881—1903 läroverksadjunkten Fredrik Aulin och sedan lektor V. Vessberg, och föreståndarinnor Fredrique Runqvist (1881—83), Hilda Myrberg (1883—1911),  Gerda Lang 1911 - 1919, Anna C Pettersson 1919 - 1937, Lilly Tengnér 1937 - 1942.
År 1968 blev flickskolan samskola.

## Byggnad och verksamhet

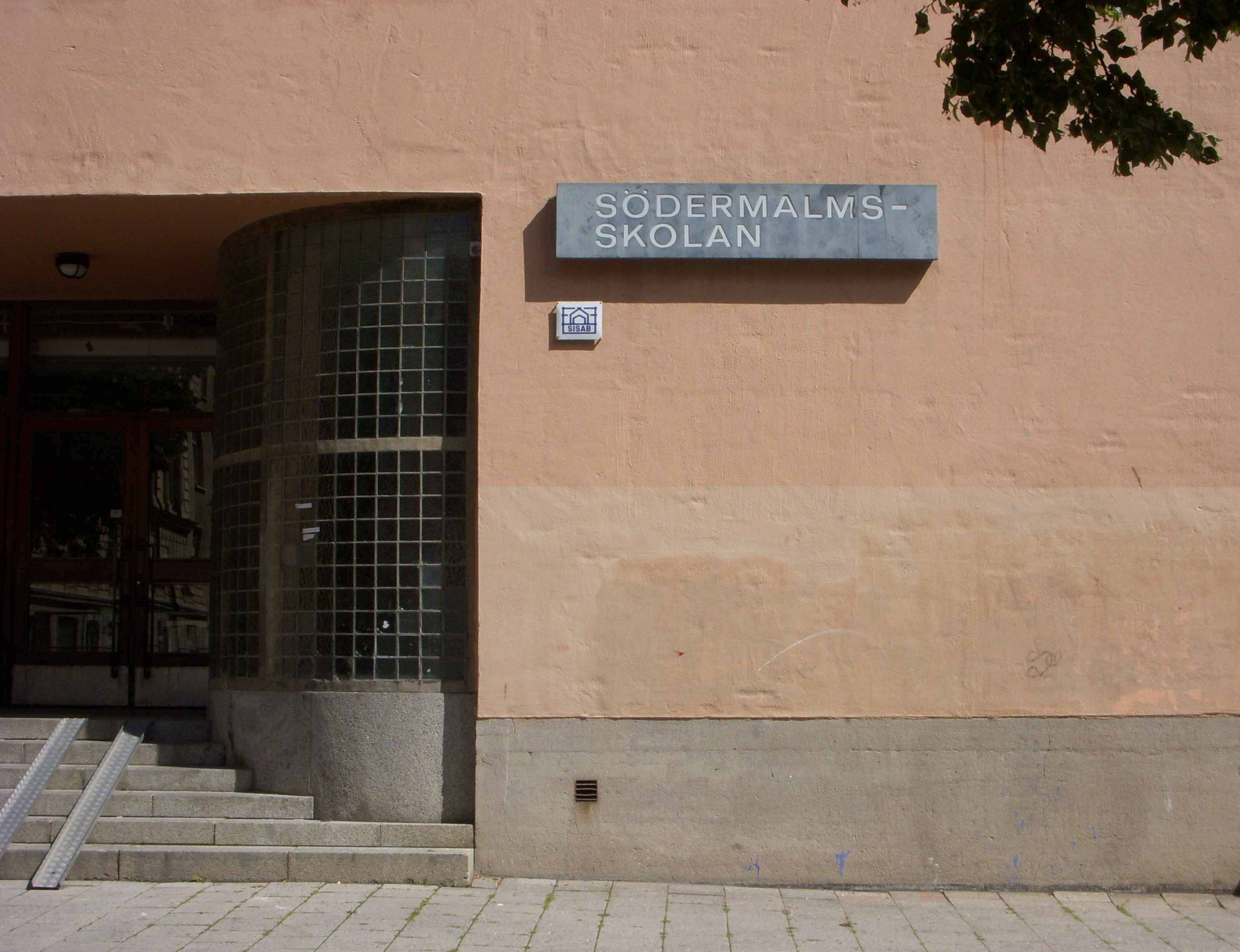
Entré.

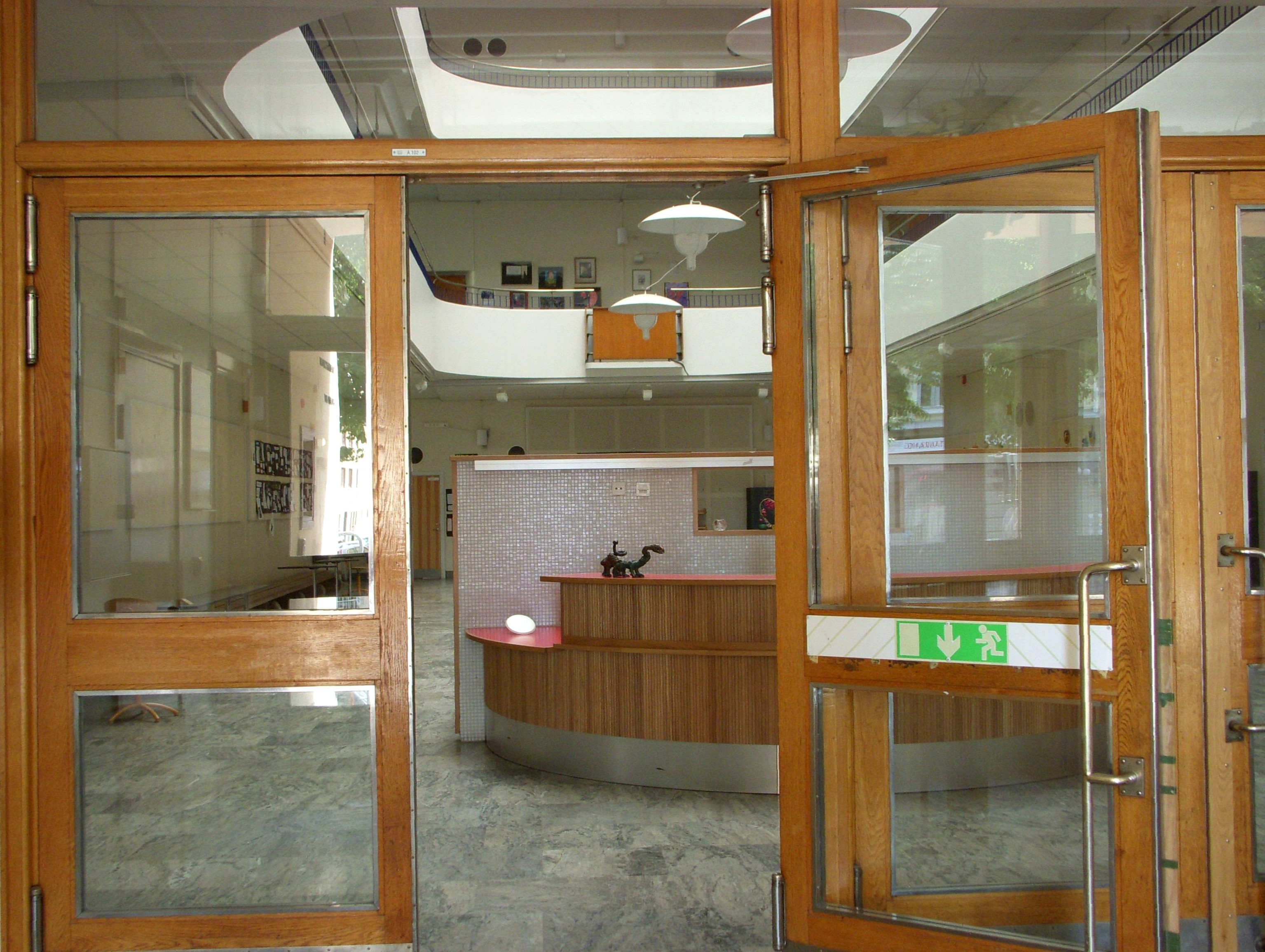
Entréhall.

Skolans nuvarande byggnad uppfördes åren 1935–1936 efter David Dahls ritningar och upptar hela sydöstra delen av kvarteret Rosendal mindre längs Timmermansgatan. I hörnet vid Sankt Paulsgatan finns en park som nyttjas som skolgård. Byggherre var AB Södermalms högre läroanstalt för flickor. Byggnaden är uppförd i 5–6 våningar i vinkel med slamputsade fasader i gammalrosa kulör, gestaltade i stram funktionalistisk stil. I byggnadens mitt finns en stor öppen hall som sträcker sig över flera våningar. Hallen belyses genom en lanternin av glasbetongblock.
Skolans verksamhet omfattade år 2009 förskole-, skol-, fritidshems- och mellanstadieverksamhet för barn från 6 till 16 år. Södermalmsskolan har grundskola F-9, små undervisningsgrupper samt särskola F-10. I skolår 7–9 kan eleverna välja profilerna drama, matte och engelska.

### Maria gamla skola
Eleverna i åk F-3 håller till i Maria gamla skola vid Sankt Paulsgatan. Byggnaden närmast Timmermansgatan uppfördes 1863–1864 efter ritningar av arkitekt Johan Fredrik Åbom och är Södermalms äldsta skola. Ytterligare en skolbyggnad, ritad av samma arkitekt, uppfördes 1875 på samma tomt.

## Övrigt
År 2007 spelades Veronica Maggios video till låten Måndagsbarn in i skolan.
Den 21 oktober 2010 sa politikerna i stadsbyggnadsnämnden ja till förslaget att bygga ett tvåvånings parkeringsgarage under Södermalmsskolans skolgård. Garaget ska drivas av Stockholm parkering och ger plats för 150 bilar i två plan. Infart ska ske från Sankt Paulsgatan. Bollplanen försvinner under byggtiden.